# 培根法
培根法（英語：Baconian method，也被称为排除归纳法）是现代科学的奠基人之一弗朗西斯·培根提出的一种研究方法，是第一个对现代科学方法进行的系统阐述。这种方法是在培根的著作《新工具论》中提出的，被认为是要取代亚里士多德的《工具論》中提出的方法。这种方法不仅影响了现代科学中科学方法的发展，而且導致近世各個學科開始排斥中世纪的亚里士多德主义思想。

## 《新工具论》中的描述

### 培根关于归纳法的观点
培根法是应用归纳推理的一个范例。然而，培根法的归纳要比从观察中进行概括的基本归纳过程复杂得多。培根法首先对需求进行描述，以指导系统、细致的观察。这样的观察对于提供高质量的事实论据是非常有必要的。然后，使用归纳法，即从一组事实论据归纳成一个或多个原理的能力。但是，他强调，不能一概而论，进而超出事实论据所能真正证明的范围。下一步或是收集更多的数据，或是研究人员使用现有的数据和新发现的其他原理来提出更多的原理。特定类型的事实论据可能特别有用，比如实验中的反例、例外和数据。整个过程被逐步重复，以建立一个日益复杂的知识基础，但这个基础总是需要由观察得到的论据，或者更一般地说，经验数据来支持。

他在《新工具论》中指出，我们建立真正知识的唯一希望就是通过这种谨慎的方法。旧的知识建立方法往往不是基于事实论据，而是基于宽泛的、未经证实的推论和形而上学的推测。即使理论是建立在事实基础上的，它们也往往是少数偶然收集到的观察结果中归纳和/或抽象出来的。利用培根的方法，人类可以重新开始，抛开迷信、过度概括和传统“事实”（通常未经证实）。研究人员可以缓慢而准确地从头开始建立必要的知识基础。培根在描述当时存在的知识时称：
|  | 在形成公理的过程中所犯的错误，与抽象概念和一般归纳所依赖的首要原则所犯的错误的程度是一样的。从三段论推导出来的公理和次命题更是如此。 There is the same degree of licentiousness and error in forming axioms as [there is] in abstracting notions, and [also] in the first principles, which depend in common induction [versus Bacon's induction]; still more is this the case in axioms and inferior propositions derived from syllogisms. |
虽然培根提倡一种非常经验性的、观察性的、理性的方法，抛弃形而上学的推测，但他是一个宗教人士。他相信上帝，并相信他的工作具有宗教作用。和当时的其他研究人员一样，他主张，通过这项细致的工作，人类可以开始理解上帝奇妙的创造，重新获得在亚当和夏娃的“堕落”中丢失的知识，并充分利用上帝赋予的才能。

### 在英国宗教改革的作用
关于清教主义和早期科学之间的相互作用，培根有非常广泛的重要著作。其中，多萝西·斯廷森，理查德·福斯特·琼斯，罗伯特·默顿认为清教主义是由培根发起的改革的主要驱动力，也是未来科学全面发展的主要驱动力。史蒂文·马修斯对于与单一忏悔的互动很谨慎，因为与欧洲大陆相比，英国的宗教改革允许更高的教义多样性。然而，马修斯直言不讳地说：”培根对我们所说的‘科学’和他所说的‘自然哲学’的全部理解，都是围绕着他信仰体系的基本原则形成的。“

### 因果关系的方法
培根法是对现象的分解以及和进一步研究其法式因的方法，包括一致法、差异法和伴随变异法。
培根建议，在研究时，列一张表，列出试图解释的现象发生的所有事情，再列一张表，列出试图解释的现象没有发生的所有事情。然后根据现象在每个表中出现的程度进行排序。然后，就能够推断出哪些因素符合“在一个列表中出现的，而在另一个列表中没有出现”这个条件，以及哪些因素会随数据排序的方式而改变。
例如：如果由某人指挥时，军队胜利，而不是由某人指挥时，军队战败，而且军队更多或更少地成功与某人作为指挥官的参与程度有关。那么从科学上讲，被某人指挥与军队的成功有因果关系。
培根由此提出，这种现象的潜在原因（即他所说的法式）可以通过通过解释观察的结果来近似地给出假设。培根称这种假设为“初步收获”。它仅仅是一种假设，而非关于这种现象的形式本质的最终结论。这只是试图找到形式的第一个阶段，必须仔细检查并与其他假设进行比较。正如他在《新工具论》中所说的，自然哲学的真理是“逐渐地”以这种方式接近的。

### 细化
培根法并没有在初始步骤就结束。培根描述了许多“享有优先权的例子”，在这些例子中，人们试图解释的现象非常相关。培根在《新工具论》一书中描述了27个这样的例子，它们帮助并加速了归纳法的产生。
在“初步收获”以及“享有优先权的例子”之外，培根列举了其他的“对理解力的帮助”，这被认为是培根法下一步的方向。然而，除了最初在《新工具论》中出现过几次之外，这些内容没有得到进一步的解释。

## 自然史
老普林尼的著作《自然史》是一部经典的罗马百科全书。对培根的追随者而言，归纳法意味着对事实问题采取的一种严谨的态度。任何例子中都不应该仅以简单的方式应用推理，这被称为“ 普林尼法”，即在考虑本质事实时，需要进行更全面的调查，以作为进一步研究的基础。培根明确地表示，他寻找的不仅仅是东拉西扯堆积的“植物学”。
具体来说，作为普林尼法的例证，珍奇屋应将注意力从对神奇事物的来源升级为对科学的质疑。 在培根的著作中，这种方法的主要来源是他的《木林集 》（Sylva Sylvarum），它提出了一种用以寻求因果关系解释的更系统的数据收集方法。
故而，这种方法的基础是“自然史表”及其构建方法。培根的英美法系背景被认为是这个调查概念的来源。
培根关于“自然史”的思想，作为一个通用的知识方法，被认为对17世纪后期的英国作家产生了广泛的影响，尤其是在经济思想方面和皇家学会内部。

## 心灵幻象
培根列举了他所谓的心灵幻象（拉丁語：Idola mentis）指代虚假的图景。他把这些现象描述为阻碍科学正确推理的东西。
1. 种族幻象（拉丁語：Idola tribus）：指人类由于愿意遵循对事物的先入为主的想法，导致的在系统中感知到比真实存在的更多的秩序和规则的倾向。
2. 洞穴幻象（拉丁語：Idola specus）：指个人由于自己的偏好喜恶而存在的推理上的弱点。
3. 市场幻象（拉丁語：Idola fori）：指由于语言使用上的混淆，使一些科学词汇有了不同于它们通常用法的意义。
4. 剧场幻象（拉丁語：Idola theatri）：指盲目信仰权威，遵循学术教条的做法，不去质疑这个世界。

## 影响
物理学家托马斯·布朗是最早坚持培根法的经验主义的科学家之一。他的百科全书《世俗谬论》中包括大量的培根调查方法论的例子，而它的序言呼应了培根的《学术的进展》。艾萨克·牛顿在《自然哲学的数学原理》的修订版中提出了他的名言“不作假设 ”。这代表了他偏好于可证明的规则，而非无证据证明的假设。
培根法由约翰·斯图尔特·密尔进一步发展和推广。在1843年出版的《穆勒名学》中，他试图进一步阐明因果关系的问题。在这部著作中，他阐述了归纳推理的五项原则，现在被称为密尔方法。

## 法兰克福学派对培根法的批判
麦克斯·霍克海默与狄奥多·阿多诺发现培根因为倾心有效程序而回避了「只会令人感到满足的知识」（knowledge that tendeth but to satisfaction） 虽然培根法贬低思维的幻象（idols of the mind），但它对有效程序的要求迫使它对世俗权力采取一种轻信、顺从的姿态。
|  | 权力以告知什么是真实的姿态来面对普罗大众。 Power confronts the individual as the universal, as the reason which informs reality. 知识就是力量，无论是对造物的奴役，还是对世俗主人的顺从，它都无所不知。 Knowledge, which is power, knows no limits, either in its enslavement of creation or in its deference to worldly masters. |

霍克海默与阿多诺请求恢复“形而上学的自辩”的优点，相较于之前仅仅使用它们，对于现在的情况，它能够揭示有效程序的不公正。
|  | 形而上学的自辩至少通过观念与现实的不协调，暴露了现有秩序的不公正。科学语言的公正性在剥夺了那些无力表达自己的事物的同时，只是为现有的秩序自身提供了一个中立符号。这种中立性比形而上学更形而上。 The metaphysical apologia at least betrayed the injustice of the established order through the incongruence of concept and reality. The impartiality of scientific language deprived what was powerless of the strength to make itself heard and merely provided the existing order with a neutral sign for itself. Such neutrality is more metaphysical than metaphysics. |